# Ghost Brigade
Ghost Brigade est un groupe finlandais de death metal progressif, originaire de Jyväskylä, actif entre 2005 et 2020. Le groupe compte quatre albums studio sur le label Season of Mist.

## Histoire
Le groupe est formé en 2005 par le chanteur Manne Ikonen, les guitaristes Tommi Kiviniemi et Wille Naukkarinen, le batteur Veli-Matti Suihkonen et le bassiste Janne Julin. L'année suivante, ils publient une première démo qu'ils ont envoyée à différents magazines et labels. Le groupe signe ainsi un contrat avec Season of Mist. Au printemps 2007, le groupe se rend au studio Seawolf, situé sur une petite île au large d'Helsinki. Aleksi Munter (Swallow the Sun, Insomnium) était présent en tant que claviériste. 
Leur premier album Guided by Fire, produit par Mikko Poikolainen et Aaro Seppovaara, sort en septembre, et est suivi de quelques concerts isolés en Europe. En été 2008, le groupe joue au Hellfest, en France. L'été suivant, le groupe se produit au Summer Breeze Open Air. Début août 2009, l'album Isolation Songs sort, suivi en 2011 par Until Fear No Longer Defines Us. Le groupe se produit pour la première fois en 2010 et à nouveau en 2012 au Wacken Open Air. En 2014, le groupe sort son quatrième album IV - One with the Storm. En dehors de la Finlande, où il est publié par le propre label du groupe, Nihil Oy, l'album est publié dans le monde entier par le label français Season of Mist. En décembre 2015, le groupe annonce qu'il prend un congé sabbatique d'une durée indéterminée, avant de se séparer définitivement en août 2020.
En 2010, les deux guitaristes Wille Naukkarinen et Tommi Kiviniemi ont formé le groupe Sons of Aeon avec l'ancien batteur de Swallow the Sun, Pasi Pasanen.

## Style musical
Le style musical du groupe est décrit comme un mélange de metal gothique, de death metal mélodique et de doom metal. En outre, des emprunts au groupe de metal alternatif Burst (de) sont également audibles.

## Discographie

### Albums studio
- 2007 : Guided by Fire
- 2009 : Isolation Songs
- 2011 : Until Fear No Longer Defines Us
- 2014 : IV - One with the Storm

### Démos
- 2006 : Demo

### Singles
- 2011 : Clawmaster
- 2012 : In the Woods (Jonny Wanha Remix) - Soulcarvers (Acoustic)